# Agata Alma Cappiello
Agata Alma Cappiello (Milano, 16 gennaio 1948 – Milano, 7 novembre 2006) è stata una politica italiana.

## Biografia
Milanese di origini partenopee, fu avvocata civilista, docente di diritto, consigliera comunale nella sua città, deputata socialista dal 1987 al 1992, senatrice dal 1992 al 1994. 
Nei sette anni in parlamento si è occupata delle adozioni, dell'affido e della legge sui Pacs. Nel 1988 iniziò la sua battaglia per il riconoscimento delle coppie gay. Fu membro delle Commissioni Affari Costituzionali e Giustizia della Camera dei deputati e del Senato della Repubblica, nonché della Commissione Bicamerale per le Riforme Istituzionali e della Commissione Vigilanza RAI; fu inoltre coordinatrice della Commissione Nazionale Parità presso la Presidenza del Consiglio dei ministri e vicepresidente del Comitato delle Pari Opportunità presso il Ministero del Lavoro. In materia di pari opportunità lavorò alla redazione della legge 10 aprile 1991, n. 125, riguardante l'accesso delle donne nel lavoro, e della legge 25 febbraio 1992, n. 215, meglio conosciuta come legge sull'imprenditoria femminile. In quegli anni fu anche responsabile delle donne socialiste.
Fra le sue attività anche quelle di pubblicista, come collaboratrice a quotidiani e riviste, e scrittrice. Negli anni successivi a Tangentopoli è stata anche insegnante di diritto presso l'istituto tecnico industriale statale Feltrinelli di Milano. Nel 2005 aveva scelto di aderire ai DS.
Muore a Milano il 7 novembre 2006 a 58 anni dopo una lunga malattia ed è sepolta nel cimitero di Montemarcello, accanto al figlio Michelangelo.

## Opere
- Agata Alma Cappiello, Marisa Del Bufalo, Elena Marinucci, Laura Remiddi, Maria Rita Saulle, Codice donna: norme interne e atti internazionali, Roma, Presidenza del Consiglio dei ministri, Dipartimento per l'informazione e l'editoria, 1985, 978-88-2400-108-4.
- Agata Alma Cappiello, Donne e diritto: due secoli di legislazione, 1796-1986, Presidenza del consiglio dei ministri, Direzione generale delle informazioni dell'editioria e della proprietà letteraria artistica e scientifica, 1988.
- Socialismo e movimento delle donne dall'800 al 900
- Tina Lagostena Bassi, Agata Alma Cappiello, Giacomo F. Rech, Violenza sessuale: 20 anni per una legge, Istituto Poligrafico dello Stato, 1997.*  Agata Alma Cappiello, Donne e diritto: due secoli di legislazione, 1796-1986, Presidenza del consiglio dei ministri, Direzione generale delle informazioni dell'editioria e della proprietà letteraria artistica e scientifica, 1988.
- Lella Golfo, Agata Alma Cappiello, Censis Servizi, Associazione Culturale Buongiorno Primavera, Donne e lavoro nel Sud, 1991?.
- Unione femminile nazionale, Società anonima cooperativa, Sede centrale, Milano; prefazione: Agata Alma Cappiello, I primi cinque anni di vita: 1900-1905, Imola, Galeati, 1992?.
- Agata Alma Cappiello, intervista di Serena Cipolla, prefazione di Anna Finocchiaro, testimonianza di Elena Marinucci, considerazioni di Maria Rita Parsi, Infrangere Il Tetto Di Vetro: Quindici Anni Di Politica Per Le Donne, Koinè, 1999, 978-88-8750-902-1.